# Квинт Фабий Бутеон
Квинт Фабий Бутеон (на латински: Quintus Fabius Buteo) е политик на Римската република през края на 2 век пр.н.е.
Произлиза от клон Бутеони (Fabii Buteones) на фамилията Фабии. Вероятно е роднина на братята Марк Фабий Бутеон (консул 245 пр.н.е.) и Нумерий Фабий Бутеон (консул 247 пр.н.е.).
През 196 пр.н.е. той е претор и е изпратен в провинцията Далечна Испания (Hispania Ulterior). Там се бие против въстаналите испански племена иберийците (197 – 195 пр.н.е.) заедно с преторите Марк Хелвий Блазион, Гай Семпроний Тудицан, Квинт Минуций Терм, Марк Порций Катон Стари и Пл. Манлий. Военачалници на иберийските племена са Кулкас, Луксини, Будар и Безадин.